# Rocky (série)
Rocky é uma franquia multimídia de drama esportivo americano criada por Sylvester Stallone, baseada na vida de Chuck Wepner, que começou com o filme homônimo de 1976 e desde então se tornou um fenômeno cultural, centrado nas carreiras de boxe de Rocky Balboa e seu protegido Donnie Creed.
O filme original (Rocky) foi escrito por Stallone e dirigido por John G. Avildsen, e foi seguido pelas sequências Rocky II (1979), Rocky III (1982), Rocky IV (1985), Rocky V (1990) e Rocky Balboa (2006). Stallone escreveu e dirigiu quatro das cinco sequências, com Avildsen retornando para dirigir Rocky V. Todos os seis filmes foram distribuídos pela Metro-Goldwyn-Mayer. Seguiu-se uma série de filmes spin-off, com Creed (2015), Creed II (2018) e Creed III (2023). A série é estrelada por Michael B. Jordan como o boxeador Donnie Creed, com Stallone como seu treinador nos dois primeiros filmes. Os filmes Creed foram dirigidos por Ryan Coogler, Steven Caple Jr. e Jordan, respectivamente.
A franquia continuará com um quarto filme de Creed, enquanto um filme de Drago, uma série de televisão prequela e vários outros spin-offs estão em desenvolvimento ativo.
Rocky, Rocky III e Creed foram indicados ao Oscar, com o primeiro prêmio de Melhor Filme, Melhor Diretor para Avildsen e Melhor Edição de Filme, e é considerado um dos maiores filmes esportivos de todos os tempos. Stallone foi indicado para Melhor Ator e Melhor Ator Coadjuvante por sua atuação no primeiro filme e Creed, respectivamente. Rocky influenciou pontos de referência e a cultura popular; a entrada do Museu de Arte da Filadélfia ficou conhecida como Rocky Steps, enquanto frases como "Yo, Adrian!" e "Se ele morrer, ele morre" tornaram-se parte do léxico ou amplamente lembrado. Balboa também é considerado um dos personagens fictícios mais icônicos, e a franquia está intimamente ligada a suas canções-tema de sucesso, incluindo "Gonna Fly Now", "Eye of the Tiger" e "Burning Heart".

## Filmes
| Filme   | Data de lançamento     | Diretor(es)        | Roteirista(s)                    | História(s)                     | Produtor(es) |
| ------- | ---------------------- | ------------------ | -------------------------------- | ------------------------------- | --- |
| Rocky   | 03 de dezembro de 1976 | John G. Avildsen   | Sylvester Stallone               | Sylvester Stallone              | Irwin Winkler e Robert Chartoff                                                                                             |
| Rocky 2 | 15 de junho de 1979    | Sylvester Stallone | Sylvester Stallone               | Sylvester Stallone              | Irwin Winkler e Robert Chartoff                                                                                             |
| Rocky 3 | 28 de maio de 1982     | Sylvester Stallone | Sylvester Stallone               | Sylvester Stallone              | Irwin Winkler e Robert Chartoff                                                                                             |
| Rocky 4 | 16 de novembro de 1985 | Sylvester Stallone | Sylvester Stallone               | Sylvester Stallone              | Irwin Winkler e Robert Chartoff                                                                                             |
| Rocky 5 | 16 de novembro de 1990 | John G. Avildsen   | Sylvester Stallone               | Sylvester Stallone              | Irwin Winkler e Robert Chartoff                                                                                             |
| Rocky 6 | 20 de dezembro de 2006 | Sylvester Stallone | Sylvester Stallone               | Sylvester Stallone              | David Winkler, Charles Winkler, William Chartoff e Kevin King-Templeton                                                     |
| Creed   | 25 de novembro de 2015 | Ryan Coogler       | Ryan Coogler e Aaron Covington   | Ryan Coogler                    | Irwin Winkler, David Winkler, Robert Chartoff, Charles Winkler, William Chartoff, Sylvester Stallone e Kevin King-Templeton |
| Creed 2 | 21 de novembro de 2018 | Steven Caple, Jr.  | Juel Taylor e Sylvester Stallone | Sascha Penn e Cheo Hodari Coker | Ian Sharpless, Irwin Winkler, David Winkler, Charles Winkler, William Chartoff, Sylvester Stallone e Kevin King-Templeton   |
| Creed 3 | 3 de março de 2023     | Michael B. Jordan  | Zach Baylin e Keenan Coogler     | Ryan Coogler                    | Ryan Coogler, Irwin Winkler, David Winkler, Charles Winkler, William Chartoff, Michael B. Jordan e Jonathan Glickman        |

### Rocky
O filme conta a história de Rocky, um boxeador da Filadélfia que nunca teve chance no esporte e se vê na contingência de exercer um trabalho paralelo como capanga de um agiota, mas que tem sua vida transformada ao receber do campeão peso-pesado Apollo Creed a oportunidade de disputar o título máximo do boxe.

### Rocky II
Após a luta com Apollo Creed, os fãs de boxe pedem uma revanche. Porém, Rocky sofreu graves ferimentos quando do último combate, e anuncia o seu afastamento dos ringues. Concentra-se no seu relacionamento com Adrian, acabando por se casar e manter uma rotina familiar estável. Porém, o chamamento do ringue assombra-o de tal modo que ele não se consegue manter afastado por muito tempo.

### Rocky III
Após se sagrar campeão dos pesos pesados ao derrotar Apollo Creed e defender seu título por dez vezes, Rocky Balboa decide largar sua carreira de pugilista, até ser desafiado e insultado por Clubber Lang. Ainda abalado pela morte de seu treinador e recebendo a ajuda de seu ex-adversário Apollo Creed, Rocky decide retornar aos ringues para enfrentá-lo.

### Rocky IV
Após reconquistar o título de campeão mundial de boxe e derrotar Clubber Lang, surge um novo desafio para Rocky: um novo e forte lutador de boxe da União Soviética chamado Ivan Drago, um superatleta criado pela tecnologia russa, chega aos Estados Unidos e, após matar o amigo e ex-adversário de Rocky, Apollo Creed, em uma luta, deseja realizar uma luta de exibição contra o campeão americano.

### Rocky V
Após o combate contra Ivan Drago, Rocky vem a se deparar com uma situação difícil: perde quase todo o dinheiro graças a um contador corrupto, e ainda descobre que estava impossibilitado de continuar a lutar sob o risco de morte. Passando por problemas emocionais, financeiros e físicos, Rocky Balboa resolve treinar um jovem boxeador que está em busca da fama. No entanto quando o lutador já está no auge, acabam se desentendendo e agora o novo pugilista quer lutar contra o próprio Rocky.

### Rocky Balboa
Dono do restaurante Adrian's, batizado em homenagem à sua falecida esposa, Rocky passa as noites contando aos clientes histórias de sua época de lutador. Rocky Jr., seu filho, não dá muita atenção ao pai, preferindo cuidar de sua própria vida. Sua vida muda após uma simulação de computador colocar Mason Dixon, o atual campeão mundial dos pesos pesados, enfrentando Rocky em seu auge.

### Creed
Adonis Johnson nunca conheceu seu ilustre pai, o ex-campeão dos pesos pesados de boxe do mundo, Apollo Creed, que morreu no ringue antes do seu nascimento. Adonis vai para a Filadélfia para obter ajuda do lendário Rocky Balboa, campeão que não só conseguiu vencer Apollo no ringue como também se tornou seu melhor amigo.
Deixado sozinho, Rocky Balboa não conseguiu estabelecer um relacionamento com seu filho e perdeu todas as pessoas próximas a ele. Ele vê em Adonis a força e a determinação que já tinha visto em Apollo e concorda em desempenhar o papel de treinador e mentor do novato boxer (pela segunda vez em sua carreira), mesmo quando Adonis tem que lutar com um rival mais mortal do que qualquer um daqueles que ele já enfrentara no ringue.

### Creed II
Três anos depois de perder a luta para "Pretty" Ricky Conlan, Adonis Johnson Creed vence o World Heavyweight Championship e pede sua namorada, Bianca Taylor (Tessa Thompson) em casamento. Enquanto isso, três décadas após a morte de Apollo Creed e sua derrota para Rocky Balboa, Ivan Drago está treinando seu filho, Viktor Drago (Florian Munteanu), para recuperar sua honra tendo Viktor desafiando publicamente Adonis para o World Heavyweight Title. Rocky está relutante em treinar Adonis, temendo que Adonis tenha o mesmo destino que seu pai, mas Adonis aceita o desafio sem ele e está gravemente ferido durante a luta. Por causa da desqualificação de Viktor, Adonis mantém o título. Viktor exige uma revanche, enquanto ele está sendo promovido pelos partidários de seu pai, que originalmente abandonaram Drago, incluindo a ex-mulher de Drago, Ludmilla (Brigette Nielsen). Viktor é submetido a sessões de treinamento cruéis em preparação para a revanche. Rocky vem em auxílio de Adonis e decide treiná-lo no deserto do sul da Califórnia, com uma tática diferente para que Adonis tome os poderosos socos de Viktor. A revanche é disputada em Moscou, e Adonis é capaz de levar os socos poderosos de Viktor, deixando Viktor exausto. Os partidários de Viktor e sua mãe partem durante a luta com a dúvida de que Viktor vai ganhar. Drago vendo seu filho tomando socos de Adonis sem lutar, joga a toalha e garante ao filho que ele é mais importante para ele e que ele não vai abandoná-lo como ele era.

### Creed III
Em dezembro de 2018, Sylvester Stallone confirmou que haviam discussões em andamento sobre um terceiro filme de Creed. No mesmo mês, o boxeador profissional Deontay Wilder anunciou planos para começar a carreira de ator, afirmando especificamente que quer interpretar o filho de James "Clubber" Lang em Creed III. Stallone e Michael B. Jordan expressaram interesse mútuo em tal personagem no enredo do próximo capítulo, enquanto Stallone afirmou que não se opunha à escolha do elenco. Creed III foi mais tarde oficialmente confirmado para estar em desenvolvimento. Os produtores expressaram interesse em ter Jordan atuando como diretor, com Irwin Winkler afirmando que ele havia oferecido pessoalmente o cargo ao ator.
Em fevereiro de 2020, Zach Baylin assinou contrato como roteirista com Jordan confirmado para reprisar seu papel como Adonis "Donnie" Creed. Em outubro do mesmo ano, Jordan iniciou as negociações para ser o diretor do filme, além de seu papel principal. Em março de 2021, Jordan assinou oficialmente como diretor do projeto, marcando a estreia na direção da estrela como cineasta, com roteiro co-escrito por Zach Baylin e Keenan Coogler, a partir de uma história original escrita por Ryan Coogler. Irwin Winkler, Charles Winkler, William Chartoff, David Winkler, Jonathan Glickman, Jordan e Ryan Coogler atuam como coprodutores. Stallone mais tarde anunciou que não aparecerá como Balboa no filme, embora ainda esteja envolvido como produtor. O projeto é uma produção conjunta entre MGM, Chartoff-Winkler Productions, Proximity Media e United Artists Releasing. Creed III foi lançado em 3 de março de 2023.

### Curta de animação
Em maio de 2023, Michael B. Jordan anunciou que um curta de animação no estilo anime seria lançado no Japão no final dos créditos de Creed III. O projeto foi dirigido por Yô Moriyama, com roteiro coescrito por Katsuhiko Manabe e Kensaku Kojima. O curta é uma produção conjunta entre a TMS Animation e a Outlier Society Productions. Inspirado por sua afeição por mídias de mangá e anime, Jordan usou o gênero como inspiração para cenas de seu longa-metragem de direção, com o diretor/ator contratando o estúdio de animação para desenvolver um curta que pudesse ser anexado ao final de seu filme.
O curta foi lançado no Japão em 26 de maio de 2023. O curta, intitulado Creed: Shinjidai é um filme de ficção científica sobre três jovens boxeadores.

## Vendas
| Filme        | Data de lançamento     | Receita das vendas | Receita das vendas | Receita das vendas |
| Filme        | Data de lançamento     | Estados Unidos     | Exterior           | Mundialmente       |
| Rocky        | 27 de novembro de 1976 | $117,235,147       | $107,764,853       | $225,000,000       |
| Rocky II     | 15 de junho de 1979    | $85,182,160        | $115,000,000       | $200,182,160       |
| Rocky III    | 28 de maio de 1982     | $125,049,125       | Desconhecido       | $270,000,000       |
| Rocky IV     | 27 de novembro de 1985 | $127,873,716       | $172,500,000       | $300,373,716       |
| Rocky V      | 16 de novembro de 1990 | $40,946,358        | $79,000,000        | $119,946,358       |
| Rocky Balboa | 20 de dezembro de 2006 | $70,269,899        | $85,450,189        | $155,720,088       |
| Creed        | 25 de novembro de 2015 | $109,767,581       | $63,800,000        | $173,567,581       |
| Creed II     | 24 de janeiro de 2019  | $104 870 060       | $109.045.829       | $213.915.889       |
| Total        | Filmes 1-8             | $781.194.046       | $732.560.871       | $1.658.705.792     |

## Outras mídias

### Histórias em quadrinhos
Uma adaptação em mangá de Rocky foi publicada em maio de 1977 na revista japonesa Monthly Shōnen Magazine, escrita e desenhada pela mangaká Tamiki Noda.
Uma série de quadrinhos de Creed está programada para começar em junho de 2023, estrelando Amara Creed e mostrando sua carreira de lutadora dez anos depois de Creed III.

### Video games
Vários videogames licenciados para vários sistemas de arcade e console doméstico foram lançados, incluindo:
- Rocky Super Action Boxing – baseado em Rocky III e lançado em 1983.
- Rocky – baseado em Rocky, Rocky II, Rocky III e Rocky IV. Lançado em 1987.
- Rocky – baseado em  Rocky, Rocky II, Rocky III, Rock IV e Rocky V. Lançado em 2002.
- Rocky Legends – baseado emRocky, Rocky II, Rocky III e Rocky IV. Lançado em 2004.
- Rocky Balboa – baseado em Rocky Balboa e lançado em 2007.
- ROCKY™ – Um videogame para celular, baseado em Rocky-Rocky Balboa e lançado em 2016.
- Creed: Rise to Glory – Baseado em Creed e lançado em 2018.
- Big Rumble Boxing: Creed Champions – baseado em Rocky-Creed II e lançado em 2021.